# Stylolophus
Stylolophus is een geslacht van uitgestorven zoogdieren uit de orde Embrithopoda, een groep die verwant is aan de slurfdieren en zeekoeien. Het dier leefde tijdens het Eoceen in het noordwesten van Afrika.

## Fossiele vondsten
Stylolophus werd in 2018 beschreven aan de hand van delen van de schedel, onderkaak en gebit. De fossielen werden gevonden in het Ouled Abdoun-bekken in Marokko en dateren van 55 miljoen jaar geleden. Hiermee is Stylolophus de oudst bekende en primitiefste vertegenwoordiger van de Embrithopoda. 

## Kenmerken
In tegenstelling tot zijn latere verwanten had Stylolophus waarschijnlijk geen hoorn op de neus. Het dier had het formaat van een schaap met een gewicht van ongeveer twintig tot dertig kilogram.